# Science-Fiction Plus

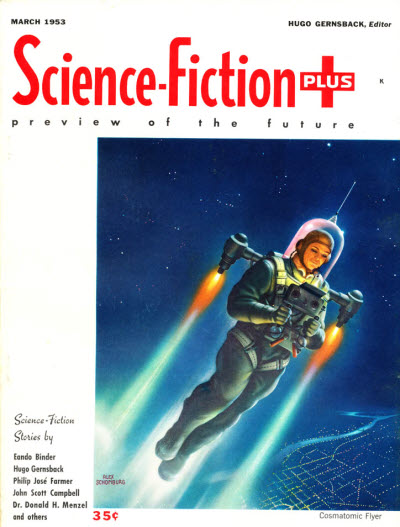
Couverture du premier numéro de Science-Fiction Plus; illustré par Alex Schomburg

Science-Fiction Plus était un magazine de science-fiction américain publié par Hugo Gernsback pour sept numéros en 1953. En 1926, Gernsback avait lancé Amazing Stories, le premier magazine de science-fiction, mais il n'avait pas été impliqué dans le genre depuis 1936, quand il a vendu Wonder Stories. Science-Fiction Plus était initialement en format lisse, ce qui signifie qu'il s'agissait d'un grand format et imprimé sur papier glacé. Gernsback avait toujours cru au pouvoir éducatif de la science-fiction, et il a continué à défendre son point de vue dans les éditoriaux du nouveau magazine. Le directeur de la rédaction, Sam Moskowitz, avait été un lecteur du début des pulp magazines, et publié de nombreux auteurs qui ont été populaire avant la Seconde Guerre mondiale, tels que Raymond Gallun, Eando Classeur, et Harry Bates. Combiné avec les éditoriaux sérieux de Gernsback, l'utilisation de ces premiers écrivains a donné au magazine une impression anachronique. Les ventes ont d'abord été bonnes, mais elles ont rapidement chuté. Pour les deux derniers numéros, Gernsback a remplacé le magazine par du papier de pâte à papier moins cher[pas clair], mais le magazine est resté non rentable. Le dernier numéro était daté de décembre 1953.
En plus des auteurs plus âgés qu'il a publiés, Moskowitz a pu obtenir des fictions de certains des écrivains les plus connus de l'époque, notamment Clifford Simak, Murray Leinster, Robert Bloch, et Philip José Farmer, et certaines de leurs histoires ont été bien accueillies, notamment Spacebred Generations, de Simak, Strange Compulsion, de Farmer, et Nightmare Planet, de Leinster. Il a également publié plusieurs nouveaux auteurs, mais une seule, Anne McCaffrey, s'est lancée avec succès dans le domaine. Les historiens de la science-fiction considèrent le magazine comme une tentative ratée de reproduire les premiers jours des romans en fascicules de science-fiction.

## Historique des publications

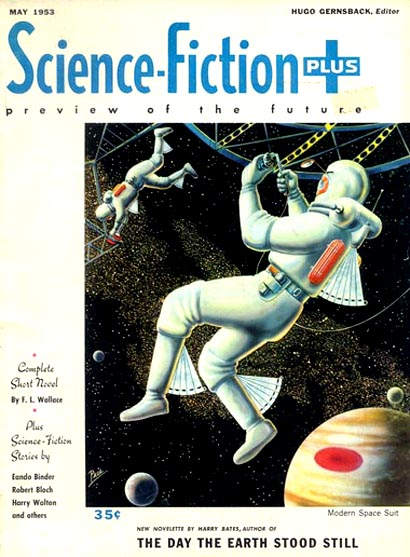
Couverture de Science-Fiction Plus, Mai 1953.

Le premier magazine de science-fiction (SF) Amazing Stories, a été lancé en 1926 par Hugo Gernsback au plus fort de l'époque des magazines pulp,. Il a contribué à faire de la science-fiction un genre vendu séparément, et bien que Gernsback a perdu le contrôle d'Amazing Stories dans une cessation des paiements en 1929, il a rapidement commencé plusieurs autres magazines de sf, dont Air Wonder Stories et Science Wonder Stories. Les deux magazines ont été bientôt fusionnés sous le nom de Wonder Stories, qui a duré jusqu'en 1936, quand Gernsback l'a vendu à Ned Pines de Beacon Magazines. Gernsback est resté dans le monde de l'édition en tant que propriétaire de plusieurs magazines rentables, mais il n'est pas revenu dans le domaine de la SF pendant près de dix-sept ans, lorsque Science-Fiction Plus est apparu.
Gernsback a engagé Sam Moskowitz pour éditer le nouveau magazine, et a produit un numéro fictif en novembre 1952 qui n'a jamais été distribué ou destiné à la vente ; il a été imprimé à des fins de marque de commerce et ne contenait que des histoires de Gernsback lui-même, sous son propre nom et plusieurs pseudonymes. Le premier numéro produit pour la vente était daté de mars 1953. Il s'agissait d'une nappe, ce qui signifie qu'elle était en grand format et imprimée sur du papier de haute qualité ; c'était une amélioration par rapport au papier bon marché utilisé dans les principaux magazines de science-fiction de l'époque, et l'historien SF Mike Ashley note qu'en théorie, cela aurait dû donner à Gernsback un avantage marketing. Le prix, 35 cents, était également compétitif. Les ventes ont d'abord été bonnes, et Science-Fiction Plus est resté sur un calendrier mensuel jusqu'en juin, mais lorsque le tirage a commencé à glisser, le magazine est devenu bimensuel à partir du numéro d'août. Gernsback a distribué Science-Fiction Plus avec ses magazines techniques, et si le tirage du nouveau magazine avait été comparable à celui de ses autres titres, il aurait été rentable malgré le papier plus cher, mais les ventes ont été insuffisantes pour qu'il continue. En octobre, Gernsback a réduit ses coûts en passant à de la pâte à papier moins cher, mais un seul autre numéro, daté de décembre 1953, est apparu,.

## Contenu et réception

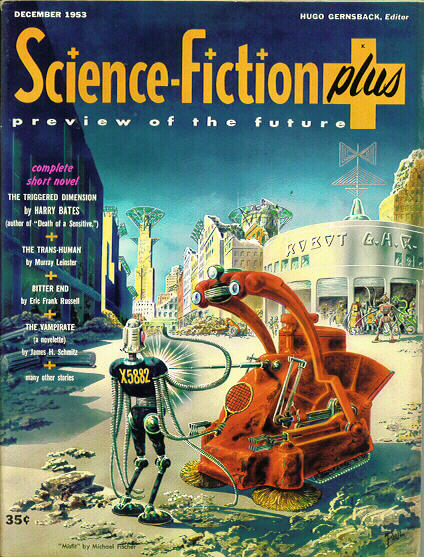
La couverture de Frank R. Paul pour le dernier numéro (décembre 1953) de Science-Fiction Plus.

Gernsback croyait dès le début de son implication dans la science-fiction dans les années 1920 que les histoires devraient être instructives, bien qu'il n'ait pas tardé à trouver nécessaire d'imprimer des fictions fantastiques et non scientifiques dans Amazing Stories pour attirer les lecteurs. Pendant la longue absence de Gernsback de l'édition SF, de 1936 à 1953, le domaine s'est éloigné de sa focalisation sur les faits et l'éducation. L'âge d'or de la science-fiction est généralement considéré comme ayant commencé à la fin des années 1930 et a duré jusqu'au milieu des années 1940, apportant avec lui « un saut quantique en qualité, peut-être le plus grand dans l'histoire du genre », selon les historiens de science-fiction Peter Nicholls et Mike Ashley. Toutefois, le point de vue de Gernsback n'a pas changé. Dans son éditorial du premier numéro de Science-Fiction Plus, il a donné son point de vue sur l'histoire de la SF moderne : « La marque de conte de fée, le type bizarre ou fantastique de ce qui se cache par erreur sous le nom de Science-Fiction aujourd'hui » et il a exprimé sa préférence pour la « Science-Fiction vraiment scientifique, prophétique avec un accent complet sur la SCIENCE ».
Le rédacteur en chef, Sam Moskowitz, avait également une longue histoire dans ce domaine, ayant participé à l'organisation de la première convention mondiale de science-fiction en 1939. Lui aussi avait des opinions bien arrêtées sur ce qui constituait de la bonne science-fiction, bien que ses opinions ne coïncidaient pas toujours avec celles de son éditeur : Gernsback se concentrait sur le potentiel éducatif de la SF, tandis que Moskowitz était un fan des premiers écrivains dans le domaine, avant l'Age d'Or. Moskowitz était chargé d'obtenir des histoires, et il a réussi à acquérir des œuvres de plusieurs des noms les plus connus de la SF, y compris Clifford Simak, Murray Leinster, Robert Bloch, James H. Schmitz, et Philip José Farmer,mais il a aussi acheté de nombreuses histoires d'auteurs des premières années du genre, tels que Raymond Gallun, Eando Classeur, et Harry Bates. Le résultat fut un magazine que Ashley et son collègue historien Donald Lawler qualifient de vieux jeu, malgré son apparence intelligente : selon Ashley, Science-Fiction Plus avait « une impression d'archaïsme », et il ajoute : « pour qu'un magazine soit 'lisse', il ne fallait pas seulement qu'il ait l'air lisse, il fallait le sentir, mais dans le cas de Science-Fiction Plus tout ce qui brillait n'était clairement pas de l'or ». Lawler est d'accord, qualifiant le magazine d'« anachronisme » et d'« ennuyeux du premier au dernier ». Dans le cadre de la tentative de Gernsback d'encourager les histoires contenant des prédictions scientifiques plausibles, il a créé un symbole composé d'une sphère appelée « SF », surmontée d'une étoile à cinq pointes. Il a placé le premier de ces prix sur sa propre histoire, Exploration de Mars, dans le premier numéro, dans ce que Lawler décrit comme « un auto-hommage caractéristique ».
Gernsback payait deux à trois cents le mot pour la fiction, qui était en concurrence avec les principaux magazines de l'époque, et malgré l'approche anachronique du magazine, Moskowitz a été en mesure de publier des histoires bien accueillies. Lawler décrit l'histoire de Simak, Spacebred Generations, comme un « joyau », et cite Strange Compulsion de Farmer comme « le point culminant de la qualité de l'histoire pour toute la série ». Ashley fait l'éloge des deux mêmes histoires et considère Nightmare Planet, de Murray Leinster, du numéro de juin 1953, comme étant de qualité égale. Moskowitz a tenté de trouver et de développer de nouveaux écrivains, et a publié la première histoire d'Anne McCaffrey, Freedom of the Race, parue dans le numéro d'octobre 1953. Cependant, aucun des autres nouveaux écrivains de Moskowitz n'a duré dans le domaine, et il a rejeté les soumissions subséquentes de McCaffrey.
En plus de la fiction, Gernsback comprenait des départements tels que Science Questions and Answers, Science News Shorts, et d'autres documentaires liés à la science-fiction ; ceux-ci, comme la fiction, rappelaient les magazines Gernsback de deux décennies plus tôt. De l'avis d'Ashley, l'œuvre d'art était de qualité variable ; Frank R. Paul, qui avait travaillé avec Gernsback sur ses magazines précédents, figurait dans chaque numéro, mais bien que cela ait ramené l'ambiance des premiers magazines de science-fiction, le travail de Paul ne s'était pas amélioré au fil des ans. Ashley note qu' Alex Schomburg, qui était aussi un collaborateur fréquent, a fourni des couvertures de haute qualité.

## Détails bibliographiques
| | Jan | Fév | Mar | Avr | Mai | Juin | Juil | Août | Sep | Oct | Nov | Déc |
| --- | --- | --- | --- | --- | --- | ---- | ---- | ---- | --- | --- | --- | --- |
| 1953 |     |     | 1/1 | 1/2 | 1/3 | 1/4  |      | 1/5  |     | 1/6 |     | 1/7 |
| Numéros de Science-Fiction Plus, identifiant le volume et les numéros de numéros. Sam Moskowitz était rédacteur en chef. |     |     |     |     |     |      |      |      |     |     |     |     |

Le magazine était sous-titré Preview of the Future ; Sam Moskowitz était le rédacteur en chef des sept numéros de Science-Fiction Plus, et a rassemblé les numéros ; Gernsback a été nommé éditeur et a écrit les éditoriaux. Le magazine est resté de « grande taille » tout au long de son tirage. Les cinq premiers numéros ont été imprimés sur du papier glacé ; les deux derniers étaient de la pâte à papier. Son prix a été fixé à 35 cents pour l'ensemble de la publication, et toutes les éditions comptaient 64 pages. Il n'y a pas de réimpression d'anthologies du magazine, ni d'éditions étrangères. Au milieu des années 1950, de nombreux articles de Science-Fiction Plus ont été utilisés dans les premiers numéros du magazine australien Science-Fiction Monthly, les quatre premiers numéros étant presque entièrement tirés de Science-Fiction de Plus. Plusieurs couvertures et de nombreuses illustrations intérieures du magazine ont été reproduites dans un magazine suédois de SF intitulé Häpna! qui a commencé à paraître en 1954.

## Sources
- Mike Ashley, The Time Machines : The Story of the Science-Fiction Pulp Magazines from the Beginning to 1950, Liverpool, Liverpool University Press, 2000 (ISBN 0-85323-865-0)
- Mike Ashley, The Gernsback Days : A Study of the Evolution of Modern Science Fiction From 1911 to 1936, Holicong, Pennsylvania, Wildside, 2004 (ISBN 0-8095-1055-3, lire en ligne), « The Gernsback Days »
- Mike Ashley, Transformations : The Story of the Science-Fiction Magazines from 1950 to 1970, Liverpool, Liverpool University Press, 2005 (ISBN 0-85323-779-4)
- L. Sprague de Camp, Science-Fiction Handbook : The Writing of Imaginative Fiction, New York, Hermitage House, 1953 (OCLC 559803608)
- Donald Lawler, Science Fiction, Fantasy, and Weird Fiction Magazines, Westport, Connecticut, Greenwood Press, 1985, 541–545 p. (ISBN 0-313-21221-X), « Science-Fiction Plus »
- Sam Moskowitz, Science/Fiction Collections : Fantasy, Supernatural and Weird Tales, New York, Routledge, 2013 (1re éd. 1983), 79–110 p. (ISBN 978-0-917724-49-7 et 0-917724-49-6, lire en ligne), « Anatomy of a Collection: The Sam Moskowitz Collection »
- Graham Stone, Science Fiction, Fantasy, and Weird Fiction Magazines, Westport, Connecticut, Greenwood Press, 1985, 537–539 p. (ISBN 0-313-21221-X), « Science-Fiction Monthly (1955–1957) »